# René Berger

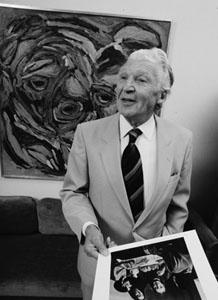
René Berger (Aufnahme Erling Mandelmann zwischen 1982 und 1992)

René Berger (* 29. April 1915 in Brüssel; † 29. Januar 2009 in Lausanne) war ein Schweizer Kunsthistoriker, Philosoph und Schriftsteller (auch unter dem Pseudonym Ambroise).

## Leben
René Berger studierte an der Universität Lausanne von 1938 bis 1941. Dann unterrichtete er an den Handelsschulen von La Neuveville und Lausanne, ab 1956 an der kantonalen Kunstgewerbeschule.
Von 1962 bis 1981 war er Direktor des Musée cantonal des Beaux-Arts de Lausanne. Er war Mitglied der Association vaudoise des écrivains (AVE).
Sein Sohn war der Kunsthistoriker und Ägyptologe Jacques-Édouard Berger (1945–1993).

## Auszeichnungen
- 1943: Prix Follope
- 1979: Preis Umberto Biancamano
- 1987: Laser d’or beim Locarno Film Festival

## Werke
- Socrate, Genève 1949
- 29 Objets-prétextes, Paris 1949
- Griffures, Lausanne 1949
- L’homme-annexe. Roman, Paris 1952
- Chlore & Silex, Paris 1953
- Célestin, Lausanne 1954
- Feuillets retranchés, Paris 1956
- La Traversée interrompue (ou pas), Lausanne 1958
- Découverte de la peinture, Lausanne 1958
  - Die Sprache der Bilder. Malerei erleben und verstehen. DuMont, Köln 1958
- Connaissance de la peinture. 12 Bände, Paris 1963
- Art et Communication, Paris 1972
- Hommage à Garbell (mit Guy Weelen), Paris 1974
- La Mutation des signes, Paris 1972
- La Téléfission, alerte à la télé-vision, Paris 1976
- L’effet des changements technologiques, Lausanne 1983
- Jusqu’où ira votre ordinateur?, Lausanne 1987, ISBN 2-8289-0306-0
- Téléovision – Le nouveau Golem, Lausanne 1991
- Le virtuel jubilatoire, assomption ou dissolution de la complexité?, Lausanne 1992
- La mutation au vif / Im Brennpunkt des Wandels. Benteli, Bern 1996, ISBN 3-7165-1006-8
- L’Origine du futur, Monaco 1996
- Vers les temps réels (mit Xavier Comtesse), Genève 2006
- Techno civilisation. Pour une philosophie du numérique (mit Solange Ghernaouti-Hélie), Lausanne 2010, ISBN 978-2-88074-865-4